# Gurbanguly Berdimuhamedow

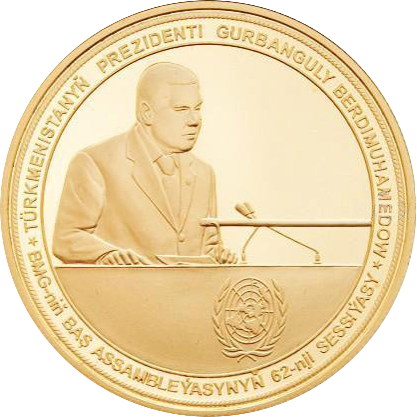
Đồng xu 1000 manat kỷ niệm phiên họp thứ 62 của Đại Hội đồng Liên Hợp Quốc.

Gurbanguly Mälikgulyýewiç Berdimuhamedow (hoặc Gurbanguly Berdymuhamedov, Berdymukhammedov,..., sinh ngày 29 tháng 6 năm 1957) là tổng thống Turkmenistan từ ngày 21 tháng 12 năm 2006. Ông trở thành quyền tổng thống sau cái chết của Saparmurat Niyazov và việc bắt giam người kế nhiệm Niyazov theo chỉ định của hiến pháp là Öwezgeldi Ataýew. Berdimuhamedow và Halk Maslahaty công bố ngày 26 tháng 12 rằng cuộc bầu cử tổng thống sẽ được diễn ra vào nhày 11 tháng 2 năm 2007. Ngày 14 tháng 2 năm 2007, Berdimuhamedow trở thành tổng thống được bầu cử vào 3 ngày trước đó, và tuyên thệ nhận chức ngay sau đó. Trong cuộc bầu cử năm 2012, ông tái đắc cử với số phiếu tín nhiệm 97%.